# Mutodites evanescens
Mutodites evanescens är en skalbaggsart som först beskrevs av August Reichensperger 1935.  Mutodites evanescens ingår i släktet Mutodites och familjen stumpbaggar. Inga underarter finns listade i Catalogue of Life.